# Stora Bjursjön, Västergötland
Stora Bjursjön är en sjö i Skövde kommun i Västergötland och ingår i Göta älvs huvudavrinningsområde. Sjön har en area på 0,236 kvadratkilometer och ligger 98 meter över havet.

## Delavrinningsområde
Stora Bjursjön ingår i det delavrinningsområde (648838-137798) som SMHI kallar för Utloppet av Lången. Medelhöjden är 106 meter över havet och ytan är 38,54 kvadratkilometer. Det finns ett delavrinningsområde uppströms, och räknas det in blir den ackumulerade arean 68,86 kvadratkilometer. Kräftån som avvattnar avrinningsområdet har biflödesordning 3, vilket innebär att vattnet flödar genom totalt 3 vattendrag innan det når havet efter 235 kilometer. Delavrinningsområdet består mestadels av skog (48 %) och jordbruk (31 %). Avrinningsområdet har 3,22 kvadratkilometer vattenytor vilket ger det en sjöprocent på 8,4 %. Bebyggelsen i området täcker en yta av 1,07 kvadratkilometer eller 3 % av avrinningsområdet.